# Volker Tulzer
Volker Tulzer, född 24 juni 1940, död 13 oktober 2005, var en friidrottare från Österrike. Han deltog vid olympiska sommarspelen 1964.